# كأس رواندا
كأس رواندا (بالفرنسية: Coupe du Rwanda de football)‏ ، هي بطولة رسمية لكرة القدم في رواندا ، تشارك فيه الأندية المسجلة لالكرة الرواندي للفوز بالكأس ، أسست سنة 1975م.

## وصلات خارجية
- List of cup winners at RSSSF.com